# Irene Kohl
Irene Kohl (* 1894 in Kempten (Allgäu); † 1990 in München) war eine deutsche Schauspielerin und Schriftstellerin.

## Leben
Irene Kohl war seit Mitte der 1930er-Jahre als Schauspielerin am Bayerischen Staatsschauspiel in München tätig. Bekannt wurde sie vor allem durch ihre Verkörperung der Frauenfiguren in den Stücken von Ludwig Thoma. Kohl war auch unter anderem in folgenden Filmen zu sehen: Ehestreik, Im Schatten des Berges, Die Erbin vom Rosenhof und Die seltsame Geschichte des Brandner Kaspar. 1979 war Irene Kohl im Film Der Millionenbauer in der Rolle als Tante Theres zu sehen.
Neben ihrer schauspielerischen Tätigkeit übernahm sie die Aufgabe der Sprecherin von Mundartrollen beim Bayerischen Rundfunk und verfasste eine Reihe von Hörbildern. Gemeinsam mit dem Volksmusiker Toni Goth gestaltete sie 1955 im Auftrag von Wilhelm Diess erstmals ein „Adventliches Singen“ für den Bayerischen Landesverein für Heimatpflege. Irene Kohl starb 1990 und wurde auf dem Münchener Westfriedhof begraben.

## Filmografie
- 1935: Ehestreik
- 1937: Spiel auf der Tenne
- 1937: Ewig Dein (Kurzfilm, Verschollen)
- 1938: Pour le Mérite
- 1940: Im Schatten des Berges
- 1941: Der scheinheilige Florian
- 1941: Der siebente Junge – Liebesurlaub
- 1942: Die Erbin vom Rosenhof
- 1942: Anuschka
- 1942: Einmal der liebe Herrgott sein
- 1949: Die seltsame Geschichte des Brandner Kaspar
- 1955: Magdalena (Fernsehfilm)
- 1979: Der Millionenbauer (Fernsehserie, 7 Folgen)
- 1980: Der ganz normale Wahnsinn (Fernsehserie, 1 Folge)